# Colita ulcerativă
Colita ulcerativă (CU) este o boală cronică manifestată prin inflamație și ulcere la nivelul colonului și al rectului. Simptomele primare ale bolii active sunt durerea abdominală și diareea amestecată cu sânge. De asemenea, pot apărea scădere în greutate, febră și anemie. Adesea, simptomele se dezvoltă lent și pot varia de la ușoare la severe. Simptomele apar de obicei intermitent, cu perioade fără simptome între exacerbări. Printre complicații se numără megacolonul⁠(d), inflamația la nivelul ochiului, articulațiilor sau ficatului, precum și cancerul de colon.
Cauza CU este necunoscută. Teoriile implică disfuncția sistemului imunitar, genetică, modificări ale bacteriilor intestinale normale și factori de mediu. Ratele tind să fie mai mari în lumea dezvoltată, unii sugerând că acest lucru este rezultatul unei expuneri mai mici la infecții intestinale sau al dietei și stilului de viață occidental. Îndepărtarea apendicelui la o vârstă fragedă poate fi o măsură de protecție. Diagnosticul este determinat de obicei prin colonoscopie cu biopsii tisulare. Este un tip de boală inflamatorie intestinală (BII) împreună cu boala Crohn și colita microscopică.
Modificările dietei, cum ar fi un regim alimentar bogat în calorii sau fără lactoză, pot ameliora simptomele. Mai multe medicamente sunt utilizate pentru a trata simptomele și pentru a produce și menține remisiunea, inclusiv aminosalicilații precum mesalazina sau sulfasalazina, corticosteroizii, imunosupresoarele precum azatioprina și terapia biologică. Îndepărtarea colonului pe cale chirurgicală poate fi necesară dacă boala este severă, nu răspunde la tratament sau dacă apar complicații precum cancerul de colon. Îndepărtarea colonului și a rectului vindecă, în general, afecțiunea.
Conform datelor din 2015, luând în calcul și boala Crohn, aproximativ 11,2 milioane de oameni erau afectați. În fiecare an, apare un nou caz la 1 până la 20 din 100.000 de persoane, iar 5 până la 500 din 100.000 de persoane sunt afectate. Boala este mai frecventă în America de Nord și Europa decât în alte regiuni. Adesea, începe la persoanele cu vârsta cuprinsă între 15 și 30 de ani sau la cele peste 60 de ani. Bărbații și femeile par să fie afectați în proporții egale. De asemenea, a devenit mai frecventă începând cu anii 1950. Împreună, colita ulceroasă și boala Crohn afectează aproximativ un milion de oameni din Statele Unite. Cu un tratament adecvat, riscul de deces pare a fi la fel cu cel al populației generale. Prima descriere a colitei ulcerative a avut loc în jurul anilor 1850.